# Wereldbeker alpineskiën 2008/2009
Het FIS wereldbeker alpineskiën seizoen 2008/2009 was het 43e seizoen sinds 1966/67 en werd op 25 oktober 2008 traditioneel geopend met de reuzenslalom voor de vrouwen in het Oostenrijkse skioord Sölden in Tirol. Een dag later begonnen ook de mannen hun seizoen met eveneens de reuzenslalom in Sölden. Het seizoen werd op zondag 15 maart 2009 afgesloten met een landenwedstrijd in het Zweedse Åre.
Het hoogtepunt van het seizoen waren de wereldkampioenschappen die dit keer van 30 januari tot en met 15 februari in het Franse Val-d'Isère werden gehouden.
Opvallend was dat er nog geen pre-olympische wereldbekerwedstrijden werden gehouden in het Canadese Whistler.
Bij de mannen werd de algehele wereldbeker gewonnen door de Noor Aksel Lund Svindal. Bij de vrouwen was de Amerikaanse Lindsey Vonn de sterkste en het Oostenrijkse team won de wereldbeker voor landen.

## Mannen

### Kalender
| Datum | Plaats                 | Onderdeel       | Eerste                                 | Tweede                                 | Derde                                  |
| --- | ---------------------- | --------------- | -------------------------------------- | -------------------------------------- | -------------------------------------- |
| 26/10/2008 | Sölden                 | Reuzenslalom    | Daniel Albrecht                        | Didier Cuche                           | Ted Ligety                             |
| 16/11/2008 | Levi                   | Slalom          | Jean-Baptiste Grange                   | Bode Miller                            | Mario Matt                             |
| 29/11/2008 | Lake Louise            | Afdaling        | Peter Fill                             | Carlo Janka                            | Hans Olsson                            |
| 30/11/2008 | Lake Louise            | Super G         | Hermann Maier                          | John Kucera                            | Didier Cuche                           |
| 04/12/2008 | Beaver Creek           | Super G         | Afgelast en verplaats naar Val-d'Isère | Afgelast en verplaats naar Val-d'Isère | Afgelast en verplaats naar Val-d'Isère |
| 05/12/2008 | Beaver Creek           | Afdaling        | Aksel Lund Svindal                     | Marco Büchel                           | Erik Guay                              |
| 06/12/2008 | Beaver Creek           | Super G         | Aksel Lund Svindal                     | Hermann Maier                          | Michael Walchhofer                     |
| 07/12/2008 | Beaver Creek           | Reuzenslalom    | Benjamin Raich                         | Ted Ligety                             | Aksel Lund Svindal                     |
| 12/12/2008 | Val-d'Isère            | Supercombinatie | Benjamin Raich                         | Jean-Baptiste Grange                   | Marcel Hirscher                        |
| 13/12/2008 | Val-d'Isère            | Reuzenslalom    | Carlo Janka                            | Massimiliano Blardone                  | Gauthier de Tessières                  |
| 14/12/2008 | Val-d'Isère            | Slalom          | Afgelast en verplaats naar Alta Badia  | Afgelast en verplaats naar Alta Badia  | Afgelast en verplaats naar Alta Badia  |
| 19/12/2008 | Val Gardena            | Super G         | Werner Heel                            | Didier Défago                          | Patrik Jaerbyn                         |
| 20/12/2008 | Val Gardena            | Afdaling        | Michael Walchhofer                     | Bode Miller                            | Manuel Osborne-Paradis                 |
| 21/12/2008 | Alta Badia             | Reuzenslalom    | Daniel Albrecht                        | Ivica Kostelić                         | Hannes Reichelt                        |
| 22/12/2008 | Alta Badia             | Slalom          | Ivica Kostelić                         | Jean-Baptiste Grange                   | Benjamin Raich                         |
| 28/12/2008 | Bormio                 | Afdaling        | Christof Innerhofer                    | Klaus Kröll                            | Michael Walchhofer                     |
| 06/01/2009 | Zagreb                 | Slalom          | Jean-Baptiste Grange                   | Ivica Kostelić                         | Giuliano Razzoli                       |
| 10/01/2009 | Adelboden              | Reuzenslalom    | Benjamin Raich                         | Massimiliano Blardone                  | Kjetil Jansrud                         |
| 11/01/2009 | Adelboden              | Slalom          | Reinfried Herbst                       | Manfred Pranger                        | Felix Neureuther                       |
| 16/01/2009 | Wengen                 | Supercombinatie | Carlo Janka                            | Peter Fill                             | Silvan Zurbriggen                      |
| 17/01/2009 | Wengen                 | Afdaling        | Didier Défago                          | Bode Miller                            | Marco Sullivan                         |
| 18/01/2009 | Wengen                 | Slalom          | Manfred Pranger                        | Reinfried Herbst                       | Ivica Kostelić                         |
| 23/01/2009 | Kitzbühel              | Super G         | Klaus Kröll                            | Aksel Lund Svindal                     | Ambrosi Hoffmann                       |
| 24/01/2009 | Kitzbühel              | Afdaling        | Didier Défago                          | Michael Walchhofer                     | Klaus Kröll                            |
| 25/01/2009 | Kitzbühel              | Slalom          | Julien Lizeroux                        | Jean-Baptiste Grange                   | Patrick Thaler                         |
| 25/01/2009 | Kitzbühel              | Supercombinatie | Silvan Zurbriggen                      | Ivica Kostelić                         | Natko Zrnčić-Dim                       |
| 27/01/2009 | Schladming             | Slalom          | Reinfried Herbst                       | Manfred Pranger                        | Ivica Kostelić                         |
| 31/01/2009 | Garmisch-Partenkirchen | Afdaling        | Afgelast en verplaats naar Kvitfjell   | Afgelast en verplaats naar Kvitfjell   | Afgelast en verplaats naar Kvitfjell   |
| 01/02/2009 | Garmisch-Partenkirchen | Slalom          | Manfred Mölgg                          | Giorgio Rocca                          | Reinfried Herbst                       |
| 2 tot en met 15 februari 2009: Wereldkampioenschappen alpineskiën 2009 in Val-d'Isère(telt niet mee voor wereldbeker) |                        |                 |                                        |                                        |                                        |
| 21/02/2009 | Sestriere              | Reuzenslalom    | Didier Cuche                           | Stephan Görgl                          | Benjamin Raich                         |
| 22/02/2009 | Sestriere              | Supercombinatie | Romed Baumann                          | Julien Lizeroux                        | Carlo Janka Christof Innerhofer        |
| 28/02/2009 | Kranjska Gora          | Reuzenslalom    | Ted Ligety                             | Didier Cuche                           | Massimiliano Blardone                  |
| 01/03/2009 | Kranjska Gora          | Slalom          | Julien Lizeroux                        | Giuliano Razzoli                       | Felix Neureuther                       |
| 06/03/2009 | Kvitfjell              | Afdaling        | Manuel Osborne-Paradis                 | Michael Walchhofer                     | Aksel Lund Svindal                     |
| 07/03/2009 | Kvitfjell              | Afdaling        | Klaus Kröll                            | Michael Walchhofer                     | Manuel Osborne-Paradis                 |
| 08/03/2009 | Kvitfjell              | Super G         | Afgelast en niet ingehaald             | Afgelast en niet ingehaald             | Afgelast en niet ingehaald             |
| 11/03/2009 | Åre                    | Afdaling        | Aksel Lund Svindal                     | Didier Cuche                           | Hans Olsson                            |
| 12/03/2009 | Åre                    | Super G         | Werner Heel                            | Aksel Lund Svindal                     | Christof Innerhofer                    |
| 13/03/2009 | Åre                    | Reuzenslalom    | Benjamin Raich                         | Ted Ligety                             | Didier Cuche                           |
| 14/03/2009 | Åre                    | Slalom          | Mario Matt                             | Julien Lizeroux                        | Jean-Baptiste Grange                   |

### Eindstanden
| Algemene wereldbeker | Algemene wereldbeker | Algemene wereldbeker | Algemene wereldbeker |
| #                    | Skiër                | Land                 | Punten               |
| -------------------- | -------------------- | -------------------- | -------------------- |
| 1                    | Aksel Lund Svindal   | Noorwegen            | 1009                 |
| 2                    | Benjamin Raich       | Oostenrijk           | 1007                 |
| 3                    | Didier Cuche         | Zwitserland          | 919                  |
| 4                    | Ivica Kostelić       | Kroatië              | 891                  |
| 5                    | Jean-Baptiste Grange | Frankrijk            | 887                  |

| Combinatie | Combinatie        | Combinatie  | Combinatie |
| #          | Skiër             | Land        | Punten     |
| ---------- | ----------------- | ----------- | ---------- |
| 1          | Carlo Janka       | Zwitserland | 242        |
| 2          | Silvan Zurbriggen | Zwitserland | 231        |
| 3          | Romed Baumann     | Oostenrijk  | 169        |
| 4          | Ivica Kostelić    | Kroatië     | 166        |
| 5          | Benjamin Raich    | Oostenrijk  | 165        |

| Afdaling | Afdaling               | Afdaling    | Afdaling |
| #        | Skiër                  | Land        | Punten   |
| -------- | ---------------------- | ----------- | -------- |
| 1        | Michael Walchhofer     | Oostenrijk  | 470      |
| 2        | Klaus Kröll            | Oostenrijk  | 424      |
| 3        | Didier Défago          | Zwitserland | 363      |
| 4        | Aksel Lund Svindal     | Noorwegen   | 323      |
| 5        | Manuel Osborne-Paradis | Canada      | 323      |

| Super G | Super G             | Super G     | Super G |
| #       | Skiër               | Land        | Punten  |
| ------- | ------------------- | ----------- | ------- |
| 1       | Aksel Lund Svindal  | Noorwegen   | 292     |
| 2       | Werner Heel         | Italië      | 256     |
| 3       | Didier Défago       | Zwitserland | 242     |
| 4       | Hermann Maier       | Oostenrijk  | 231     |
| 5       | Christof Innerhofer | Italië      | 168     |

| Slalom | Slalom               | Slalom     | Slalom |
| #      | Skiër                | Land       | Punten |
| ------ | -------------------- | ---------- | ------ |
| 1      | Jean-Baptiste Grange | Frankrijk  | 541    |
| 2      | Ivica Kostelić       | Kroatië    | 454    |
| 3      | Julien Lizeroux      | Frankrijk  | 419    |
| 4      | Manfred Pranger      | Oostenrijk | 415    |
| 5      | Reinfried Herbst     | Oostenrijk | 396    |

| Reuzenslalom | Reuzenslalom          | Reuzenslalom     | Reuzenslalom |
| #            | Skiër                 | Land             | Punten       |
| ------------ | --------------------- | ---------------- | ------------ |
| 1            | Didier Cuche          | Zwitserland      | 474          |
| 2            | Benjamin Raich        | Oostenrijk       | 462          |
| 3            | Ted Ligety            | Verenigde Staten | 421          |
| 4            | Massimiliano Blardone | Italië           | 325          |
| 5            | Aksel Lund Svindal    | Noorwegen        | 260          |

## Vrouwen

### Kalender
| Datum | Plaats                 | Onderdeel       | Eerste                                            | Tweede                                            | Derde                                             |
| --- | ---------------------- | --------------- | ------------------------------------------------- | ------------------------------------------------- | ------------------------------------------------- |
| 25/10/2008 | Sölden                 | Reuzenslalom    | Kathrin Zettel                                    | Tanja Poutiainen                                  | Andrea Fischbacher                                |
| 15/11/2008 | Levi                   | Slalom          | Lindsey Vonn                                      | Maria Pietilä-Holmner                             | Maria Riesch                                      |
| 28/11/2008 | Aspen                  | Reuzenslalom    | Tessa Worley                                      | Tanja Poutiainen                                  | Elisabeth Görgl                                   |
| 29/11/2008 | Aspen                  | Slalom          | Šárka Záhrobská                                   | Nicole Hosp                                       | Tanja Poutiainen                                  |
| 05/12/2008 | Lake Louise            | Afdaling        | Lindsey Vonn                                      | Nadia Fanchini                                    | Maria Riesch                                      |
| 06/12/2008 | Lake Louise            | Afdaling        | Afgelast en verplaats naar Cortina d'Ampezzo      | Afgelast en verplaats naar Cortina d'Ampezzo      | Afgelast en verplaats naar Cortina d'Ampezzo      |
| 07/12/2008 | Lake Louise            | Super G         | Nadia Fanchini                                    | Fabienne Suter Andrea Fischbacher                 |                                                   |
| 13/12/2008 | La Molina              | Reuzenslalom    | Tanja Poutiainen                                  | Manuela Mölgg                                     | Nicole Hosp                                       |
| 14/12/2008 | La Molina              | Slalom          | Maria Riesch                                      | Lindsey Vonn                                      | Kathrin Zettel                                    |
| 19/12/2008 | Sankt Moritz           | Supercombinatie | Anja Pärson                                       | Nicole Hosp                                       | Fabienne Suter                                    |
| 20/12/2008 | Sankt Moritz           | Super G         | Lara Gut                                          | Fabienne Suter                                    | Nadia Fanchini                                    |
| 21/12/2008 | Sankt Moritz           | Afdaling        | Afgelast en verplaats naar Bansko                 | Afgelast en verplaats naar Bansko                 | Afgelast en verplaats naar Bansko                 |
| 28/12/2008 | Semmering              | Reuzenslalom    | Kathrin Zettel                                    | Manuela Mölgg                                     | Lara Gut                                          |
| 29/12/2008 | Semmering              | Slalom          | Maria Riesch                                      | Tanja Poutiainen                                  | Lindsey Vonn                                      |
| 04/01/2009 | Zagreb                 | Slalom          | Maria Riesch                                      | Nicole Gius                                       | Šárka Záhrobská                                   |
| 10/01/2009 | Maribor                | Reuzenslalom    | Tina Maze                                         | Denise Karbon                                     | Kathrin Hölzl                                     |
| 11/01/2009 | Maribor                | Slalom          | Maria Riesch                                      | Kathrin Zettel                                    | Tanja Poutiainen                                  |
| 17/01/2009 | Altenmarkt im Pongau   | Supercombinatie | Lindsey Vonn                                      | Kathrin Zettel                                    | Anja Pärson                                       |
| 18/01/2009 | Altenmarkt im Pongau   | Afdaling        | Dominique Gisin Anja Pärson                       |                                                   | Lindsey Vonn                                      |
| 22/01/2009 | Cortina d'Ampezzo      | Super G         | Afgelast en verplaats naar Garmisch-Partenkirchen | Afgelast en verplaats naar Garmisch-Partenkirchen | Afgelast en verplaats naar Garmisch-Partenkirchen |
| 23/01/2009 | Cortina d'Ampezzo      | Afdaling        | Afgelast en niet ingehaald                        | Afgelast en niet ingehaald                        | Afgelast en niet ingehaald                        |
| 24/01/2009 | Cortina d'Ampezzo      | Afdaling        | Dominique Gisin                                   | Lindsey Vonn                                      | Anja Pärson                                       |
| 25/01/2009 | Cortina d'Ampezzo      | Reuzenslalom    | Kathrin Zettel                                    | Michaela Kirchgasser                              | Elisabeth Görgl                                   |
| 26/01/2009 | Garmisch-Partenkirchen | Super G         | Jessica Lindell-Vikarby                           | Anna Fenninger                                    | Andrea Dettling                                   |
| 30/01/2009 | Garmisch-Partenkirchen | Slalom          | Lindsey Vonn                                      | Maria Riesch                                      | Maruša Ferk                                       |
| 31/01/2009 | Garmisch-Partenkirchen | Super G         | Afgelast vanwege te dichte mist                   | Afgelast vanwege te dichte mist                   | Afgelast vanwege te dichte mist                   |
| 2 tot en met 15 februari 2009: Wereldkampioenschappen alpineskiën 2009 in Val-d'Isère(telt niet mee voor wereldbeker) |                        |                 |                                                   |                                                   |                                                   |
| 20/02/2009 | Tarvisio               | Supercombinatie | Maria Riesch                                      | Lindsey Vonn                                      | Kathrin Zettel                                    |
| 21/02/2009 | Tarvisio               | Afdaling        | Gina Stechert                                     | Lindsey Vonn                                      | Anja Pärson                                       |
| 22/02/2009 | Tarvisio               | Super G         | Lindsey Vonn                                      | Fabienne Suter                                    | Tina Maze                                         |
| 27/02/2009 | Bansko                 | Afdaling        | Fabienne Suter                                    | Andrea Fischbacher                                | Nadia Fanchini Lindsey Vonn                       |
| 28/02/2009 | Bansko                 | Afdaling        | Andrea Fischbacher                                | Tina Maze                                         | Fabienne Suter                                    |
| 01/03/2009 | Bansko                 | Super G         | Lindsey Vonn                                      | Fabienne Suter                                    | Tina Maze                                         |
| 06/03/2009 | Ofterschwang           | Reuzenslalom    | Kathrin Zettel                                    | Elisabeth Görgl                                   | Tanja Poutiainen                                  |
| 07/03/2009 | Ofterschwang           | Slalom          | Sandrine Aubert                                   | Frida Hansdotter                                  | Nicole Hosp                                       |
| 11/03/2009 | Åre                    | Afdaling        | Lindsey Vonn                                      | Maria Riesch                                      | Renate Götschl                                    |
| 12/03/2009 | Åre                    | Super G         | Lindsey Vonn                                      | Nadia Fanchini                                    | Maria Riesch                                      |
| 13/03/2009 | Åre                    | Slalom          | Sandrine Aubert                                   | Fanny Chmelar                                     | Therese Borssen Šárka Záhrobská                   |
| 14/03/2009 | Åre                    | Reuzenslalom    | Tina Maze                                         | Tanja Poutiainen                                  | Manuela Mölgg                                     |

### Eindstanden
| Algemene wereldbeker | Algemene wereldbeker | Algemene wereldbeker | Algemene wereldbeker |
| #                    | Skiër                | Land                 | Punten               |
| -------------------- | -------------------- | -------------------- | -------------------- |
| 1                    | Lindsey Vonn         | Verenigde Staten     | 1778                 |
| 2                    | Maria Riesch         | Duitsland            | 1404                 |
| 3                    | Anja Pärson          | Zweden               | 1059                 |
| 4                    | Kathrin Zettel       | Oostenrijk           | 1046                 |
| 5                    | Tanja Poutiainen     | Finland              | 914                  |

| Combinatie | Combinatie      | Combinatie       | Combinatie |
| #          | Skiër           | Land             | Punten     |
| ---------- | --------------- | ---------------- | ---------- |
| 1          | Anja Pärson     | Zweden           | 205        |
| 2          | Lindsey Vonn    | Verenigde Staten | 180        |
| 3          | Kathrin Zettel  | Oostenrijk       | 162        |
| 4          | Maria Riesch    | Duitsland        | 150        |
| 5          | Elisabeth Görgl | Oostenrijk       | 113        |

| Afdaling | Afdaling           | Afdaling         | Afdaling |
| #        | Skiër              | Land             | Punten   |
| -------- | ------------------ | ---------------- | -------- |
| 1        | Lindsey Vonn       | Verenigde Staten | 502      |
| 3        | Andrea Fischbacher | Oostenrijk       | 326      |
| 3        | Maria Riesch       | Duitsland        | 292      |
| 4        | Dominique Gisin    | Zwitserland      | 291      |
| 5        | Nadia Fanchini     | Italië           | 276      |

| Super G | Super G            | Super G          | Super G |
| #       | Skiër              | Land             | Punten  |
| ------- | ------------------ | ---------------- | ------- |
| 1       | Lindsey Vonn       | Verenigde Staten | 461     |
| 2       | Andrea Fischbacher | Oostenrijk       | 416     |
| 3       | Fabienne Suter     | Zwitserland      | 408     |
| 4       | Anja Pärson        | Zweden           | 251     |
| 5       | Andrea Dettling    | Zwitserland      | 221     |

| Slalom | Slalom           | Slalom           | Slalom |
| #      | Skiër            | Land             | Punten |
| ------ | ---------------- | ---------------- | ------ |
| 1      | Maria Riesch     | Duitsland        | 670    |
| 2      | Šárka Záhrobská  | Tsjechië         | 459    |
| 3      | Lindsey Vonn     | Verenigde Staten | 440    |
| 4      | Tanja Poutiainen | Finland          | 406    |
| 5      | Sandrine Aubert  | Oostenrijk       | 400    |

| Reuzenslalom | Reuzenslalom     | Reuzenslalom | Reuzenslalom |
| #            | Skiër            | Land         | Punten       |
| ------------ | ---------------- | ------------ | ------------ |
| 1            | Tanja Poutiainen | Finland      | 508          |
| 2            | Kathrin Zettel   | Oostenrijk   | 501          |
| 3            | Tina Maze        | Slovenië     | 368          |
| 4            | Elisabeth Görgl  | Oostenrijk   | 318          |
| 5            | Denise Karbon    | Italië       | 282          |

## Landenwedstrijd
| Datum      | Plaats | Onderdeel | Eerste | Tweede     | Derde       |
| ---------- | ------ | --------- | ------ | ---------- | ----------- |
| 15/03/2009 | Åre    | Team      | Italië | Oostenrijk | Zwitserland |

## Landenklassementen
| Algemeen | Algemeen         | Algemeen | Algemeen |
| #        | Land             | Punten   |          |
| -------- | ---------------- | -------- | -------- |
| 1        | Oostenrijk       | 10420    |          |
| 2        | Zwitserland      | 7546     |          |
| 3        | Italië           | 5974     |          |
| 4        | Frankrijk        | 4490     |          |
| 5        | Verenigde Staten | 4158     |          |

| Mannen | Mannen           | Mannen | Mannen |
| #      | Land             | Punten |        |
| ------ | ---------------- | ------ | ------ |
| 1      | Oostenrijk       | 5822   |        |
| 2      | Zwitserland      | 4418   |        |
| 3      | Italië           | 3426   |        |
| 4      | Frankrijk        | 2681   |        |
| 5      | Verenigde Staten | 1881   |        |

| Vrouwen | Vrouwen     | Vrouwen | Vrouwen |
| #       | Land        | Punten  |         |
| ------- | ----------- | ------- | ------- |
| 1       | Oostenrijk  | 4598    |         |
| 2       | Zwitserland | 3428    |         |
| 3       | Duitsland   | 2550    |         |
| 4       | Italië      | 2548    |         |
| 5       | Zweden      | 2441    |         |